# Olivier Neuray
Olivier Neuray, né le 1er mai 1962 à Berchem-Sainte-Agathe (province de Brabant), est un auteur de bande dessinée et peintre belge francophone.

## Biographie
Olivier Neuray naît le 1er mai 1962 à Berchem-Sainte-Agathe, une commune bruxelloise. Il est le fils d'un père journaliste. L'école l'ennuie, le dessin le passionne. Olivier Neuray passe deux ans à La Cambre pour étudier le graphisme, puis trois ans à l'Institut Saint-Luc de Bruxelles pour se former en bande dessinée, et rejoint l'atelier Mazda pour un an.
Ses premières planches paraissent dans le fanzine Synopsis dont un récit écrit par Yann, puis dans Spirou en août 1986.
Avec le scénariste Yann Le Pennetier, ils réalisent la série Nuit Blanche, portant sur un officier des armées blanches dont le premier tome est prépublié dans Circus (Cinq tomes et une intégrale chez Glénat 1989-2009).
Il adapte en bande dessinée les romans Le Colonel Chabert et David Copperfield pour Je bouquine. En 1999, Neuray illustre sur un texte de Benoi Lacroix La Balade du sommeil, un livre pour enfants, aux éditions Mijade.
Il collabore ensuite avec le scénariste Luc Brunschwig sur Makabi, un thriller mettant en scène Lloyd Singer, un agent du FBI atypique. Le premier tome paraît en 2002 dans la collection « Repérages » aux éditions Dupuis. En 2011, la série est rebaptisée Lloyd Singer dans la collection « Grand angle » aux éditions Bamboo, les tomes 5 et 6 paraissent en février et juin de cette année. Le dessinateur Olivier Martin poursuit avec Luc Brunschwig pour le troisième cycle de cette série.
Parallèlement, Olivier Neuray réalise aux éditions Glénat le début de la chronique d'une famille recomposée sur le mode de l'humour avec sa compagne Valérie Lemaire au scénario, histoire librement inspirée de leur expérience de parents. Ce sont Les Quasi, titre qui vient du terme utilisé en psychologie pour qualifier les frères et sœurs d'une famille recomposée et issus de parents différents qui sont donc des « quasi » frères et sœurs.
En mai 2013 paraît aux éditions Casterman le premier tome d’un diptyque intitulé Les Cosaques d’Hitler. Olivier Neuray et Valérie Lemaire s’appuient sur un fait historique peu connu de la Seconde Guerre mondiale — la défection au profit de l’Allemagne nazie d’une partie des troupes cosaques et russes, ennemis de Staline et du système soviétique — pour inaugurer une nouvelle série sur fond d’histoire contemporaine.

### Les Cinq de Cambridge

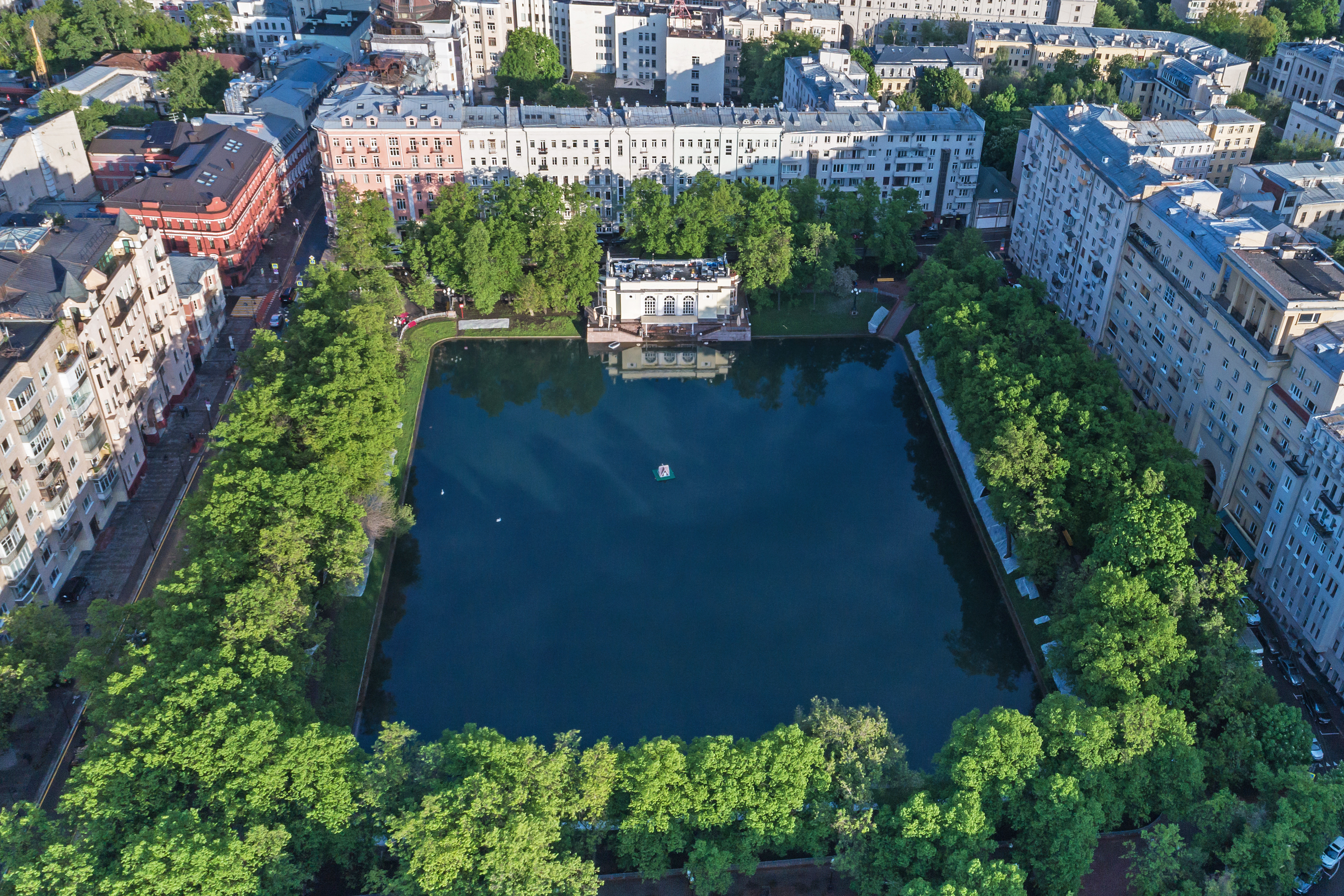
Les Étangs du Patriarche (à Moscou), titre du 3e album.

En juin 2015, début du triptyque Les Cinq de Cambridge toujours avec Valérie Lemaire chez Casterman (2015-2018). Cette série dérivée de la précédente peut se lire de manière indépendante et met en scène les Magnificent Five. Le premier volet sobrement intitulé : Trinity, fait référence au Trinity College de l'université de Cambridge. L'année suivante, il livre le second volet 54 Broadway. Il clôt l'histoire en 2018 avec Les Étangs du patriarche dont l'action se déroule à Moscou aux étangs éponymes. La mise en couleur de l'album est confiée à Dominique Osuch. Selon le journaliste Jean-Laurent Truc : « Olivier Neuray et Valérie Lemaire (Les Cosaques d’Hitler) ont réussi à restituer par le détail, sur un scénario très écrit et un dessin ligne claire abouti l’affaire Philby. ». Le journaliste Francis Matthys de La Libre Belgique est quant à lui séduit par l'élégance et l'efficacité du trait d'Olivier Neuray.

### En gravure et peinture
Après, il délaisse la bande dessinée pour la gravure et la peinture, une exposition de ses œuvres se tient à la galerie « Partage », à Bruxelles, du 14 octobre au 28 novembre 2021. Depuis, il y est artiste résident.

### Parentèle
Il est l'arrière-petit-fils du journaliste Fernand Neuray. Il est le père de l'illustratrice Nina Neuray.

## Œuvre

### Publications

#### Illustration livres jeunesse
- Benoi Lacroix, La Ballade du sommeil[48], Namur, Mijade, coll. « Les petits Mijade », 1999 (ISBN 2-87142-175-7, présentation en ligne)

#### Revues

##### Je bouquine
- En 1996 : Publication dans Je bouquine[49] no 148  (ISBN 9782747012669).
- En 1999 : Publication dans Je bouquine no 184.

### En peinture
- Victoria assise[50],[51], acrylique sur toile, 63 × 83 cm.

#### Livres
: document utilisé comme source pour la rédaction de cet article.
- Jean Pirotte (dir.) et Luc Courtois, Du régional à l'universel. : L'imaginaire wallon dans la bande dessinée., Louvain-la-Neuve, Fondation wallonne Pierre-Marie et Jean-François Humblet, 1999, 310 p. (ISBN 978-2-9600072-3-7 et 2960007239, OCLC 1075833932), p. 242 lire sur Google Livres
- Jacques Fiérain, « Neuray, Olivier », dans La BD à Bruxelles et en Brabant, Charleroi, Éd. l'Âge d'or, avril 2003, 144 p., ill. ; 31 cm (ISBN 9782960119664 et 2960119665, OCLC 470388171, présentation en ligne), p. 109. .
- Henri Filippini, « Neuray, Olivier », dans Dictionnaire de la bande dessinée, Paris, Bordas, 2005, 912 p., ill. ; 27 cm (ISBN 9782047299708 et 2047299705, OCLC 1009545288, présentation en ligne), p. 827. .
- Philippe Mellot, Michel Denni, Laurent Turpin et Isabelle Morzadec, Trésors de la bande dessinée : BDM 2021-2022 - Catalogue encyclopédique et Argus, Paris, Les Arènes, novembre 2020, 22e éd., 1700 p., ill. ; 23 cm (ISBN 9791037502582, OCLC 1240308146, présentation en ligne), p. 254, 291, 694, 805, 926. .

#### Périodiques
- Olivier Neuray (interviewé par Pierre Polomé), « L'invité : Olivier Neuray », Rêve-en-Bulles, A.D.A.C.B.D., no 12,‎ janvier 1996, p. 42-46.

#### Articles
- Olivier Neuray (interviewé par Nicolas Anspach), « Interview Olivier Neuray », Auracan,‎ mai 2002 (lire en ligne, consulté le 10 juin 2022)
- Olivier Neuray (interviewé par Nicolas Anspach), « Olivier Neuray : "Makabi est devenu le défenseur des femmes opprimées " », ActuaBD,‎ 17 mars 2005 (lire en ligne)
- Olivier Neuray (interviewé par Nicolas Anspach et Erik Kempinaire), « « Lloyd Singer (Makabi) va devoir accepter la part de violence qui est en lui ! » », ActuaBD,‎ 15 mars 2007 (lire en ligne)
- Nicolas Anspach, « Olivier Neuray : "C’est au contact de la violence que Lloyd Singer évolue" », ActuaBD,‎ 21 février 2011 (lire en ligne, consulté le 10 juin 2022)
- « Olivier Neuray et Val », La Première,‎ 26 octobre 2011 (lire en ligne, consulté le 10 juin 2022)
- Olivier Neuray (Jean-Jacques Procureur), « entretien avec Olivier Neuray », Jean-Jacques Procureur,‎ 12 juin 2013 (lire en ligne, consulté le 10 juin 2022)
- Jacques Schraûwen, « Olivier Neuray s’expose dans la Galerie Partage, à Bruxelles, jusqu’au 28 novembre 2021 », Bd-Chroniques,‎ 17 octobre 2021 (lire en ligne, consulté le 10 juin 2022).

### Vidéographie
- [vidéo] « Derrière la palette ... Olivier Neuray », sur YouTube